# Olivier Mbaizo
Olivier Mbaizo, né le 15 août 1997 à Douala, est un footballeur international camerounais, qui joue au poste de arrière droit au Union de Philadelphie.

## Biographie

### En club
Olivier Mbaizo commence sa carrière à l'Union sportive de Douala en 2016. Il dispute notamment le tour de qualification à la Ligue des champions perdu face au Zamalek SC au mois de mars 2016.
Il rejoint ensuite le Rainbow FC de Bamenda en 2017, avec qui il dispute dix matchs et distille quatre passes décisives.
En janvier 2018, il rejoint le Steel de Bethleem, l'équipe réserve du Union de Philadelphie. Au mois d'avril de la même année, il est intégré à l'effectif du Union de Philadelphie. Durant la saison 2018, il dispute tout de même majoritairement la United Soccer League avec l'équipe réserve. Le 23 septembre 2018, il dispute son premier match de Major League Soccer face au Sporting de Kansas City (victoire 2-0).
Lors de la saison suivante, Mbaizo est freiné par une déchirure du ménisque du genou, qui le rend indisponible durant deux mois en milieu de saison. Il ne dispute que trois matchs de MLS et neuf matchs en USL Championship avec la réserve.
En 2020, il ne dispute plus que les matchs de l'équipe première, et devient un titulaire au poste d'arrière droit ou gauche à la reprise de la saison régulière de MLS en août 2020. Le club remporte le Supporters' Shield, récompensant la meilleure équipe de la phase régulière.
En 2021, il découvre la Ligue des champions de la CONCACAF, où le Union est éliminé en demi-finales par Club América.

### En sélection
Olivier Mbaizo participe en 2017 à la Coupe d'Afrique des moins de 20 ans organisée en Zambie. Il dispute les trois matchs de poules et inscrit un but lors de la victoire 4-1 face au Soudan. Les Camerounais sont tout de même éliminés en phase de groupes.
Le 6 septembre 2016, Mbaizo obtient sa première sélection avec l'équipe nationale du Cameroun face au Gabon. Lors de cette victoire 2-1 en match amical, il remplace Michael Ngadeu-Ngadjui en fin de match.
Mbaizo doit ensuite attendre la fin d'année 2020 pour connaitre sa deuxième sélection, participant aux qualifications à la CAN 2021. Le Cameroun est automatiquement qualifié à cette compétition en tant que pays-hôte. En début d'année 2022, Mbaizo participe à la CAN 2021, mais ne joue que quelques minutes en fin de match face au Cap-Vert en poules puis contre la Gambie en quarts de finale. Il ne participe à la défaite face à l'Égypte en demi-finales, mais est titularisé pour le match pour la troisième place remporté contre le Burkina Faso.
Le 10 novembre 2022, il est sélectionné par Rigobert Song pour participer à la Coupe du monde 2022.